# Khadidja

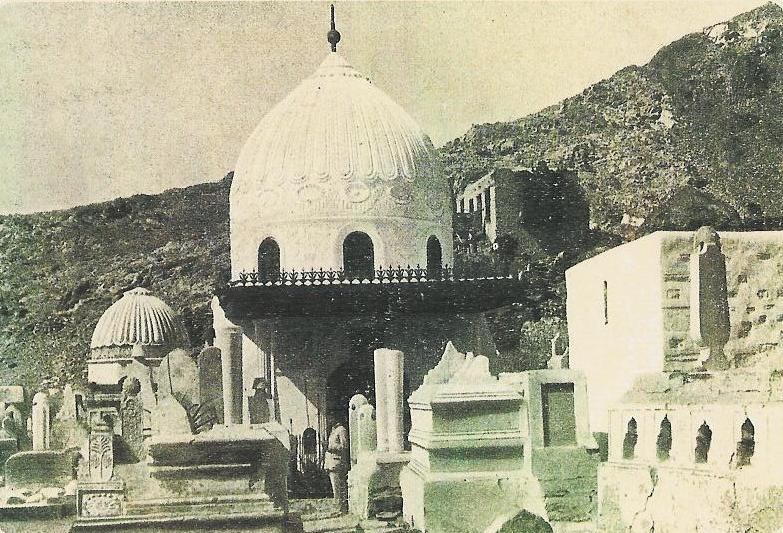
Khadijas mausoleum i Jannat al-Mu'alla begravningsplats, i Mecka, innan saudierna förstörde den.

Khadidja bint al-Khuwaylid, född omkring 555, död 619, var en rik köpmanänka i Mecka som vid 40 års ålder blev religionsstiftaren Muhammeds första hustru. Muhammed och Khadidja levde tillsammans i tjugofem år. Hon fick sex barn, fyra döttrar och två söner. Sönerna avled vid späd ålder.
En av döttrarna var Fatima, som blev stammoder för profetens efterkommande, däribland fatimidernas dynasti.
Enligt de islamiska traditionerna var Khadidja den första personen och kvinnan som blev muslim, medan Ali ibn Abi Talib var den första manliga muslimen efter Muhammed.
Somliga muslimska historiker menar att några av döttrarna var från ett tidigare äktenskap, medan andra hävdar att de var Muhammeds barn allihop. 
Under Meckabornas bojkott mot hashimiterna spenderade Khadidja all sin förmögenhet för att köpa förnödenheter som mat och vatten för sin mans klan. Khadidja dog samma år som bojkotten hade upphört.

## I hadither
I Sahih al-Bukhari och Sahih Muslim har det återberättats att den islamiske profeten Muhammed sagt att Khadidja är den bästa kvinnan av alla. Muhammed gav henne även de goda nyheterna om ett hus gjort av guldtrådar i paradiset.